# Publio Cornelio Dolabela
Publio Cornelio Dolabela (en latín, Publius Cornelius Dolabella; 70-43 a. C.) fue un político y militar romano, miembro de la familia de los Cornelios Dolabelas. Estuvo casado con la hija de Cicerón, Tulia.

## Primeros antecedentes
Probablemente era hijo del pretor urbano del año 67 a. C. Publio Cornelio Dolabela. Nació alrededor del año 70 a. C. Fue un hombre considerado el más libertino de su tiempo y en su juventud fue culpable de muchas ofensas, que lo pusieron en peligro y por las que Cicerón tuvo que salir más de una vez en su defensa. 
En 51 a. C. fue nombrado miembro del colegio de quindecimviri y al año siguiente acusó a Apio Claudio de violar los derechos del pueblo; Apio deseaba ser defendido por Cicerón y, para evitarlo, Dolabela quiso casarse con Tulia, la hija del orador, a pesar de que aún no había repudiado a su esposa Fabia. La esposa de Cicerón aceptó el matrimonio de su hija con Publio y el casamiento se concertó y se celebró, a pesar de la oposición de Cicerón debida al carácter vicioso de su yerno.
Finalmente Apio Claudio fue absuelto. Después de este hecho, Cicerón habla de su yerno en sus cartas con gran admiración y estimación.

## Cambio de bando
Cuando estalló la guerra civil entre Cayo Julio César y Cneo Pompeyo Magno, tomó primero el bando del líder de los optimates, Pompeyo, pero pronto se vio obligado, presionado por sus acreedores, a buscar refugio en el lado de César. Este marchó a Hispania para luchar contra los Pompeyanos y le envió con una flota al mar Adriático, donde no hizo ninguna acción de mérito. 
Dolabela estuvo presente en la batalla de Farsalia en la que resultó derrotado Pompeyo. Después de esta batalla, Dolabela regresó a Roma, pero no obtuvo ninguna recompensa de César para poder hacer frente a sus deudas y las reclamaciones de sus acreedores continuaron. En apenas dos años Tulia, su esposa, quedó embarazada dos veces y tuvo dos hijos, pero abandonó a su marido cuando esperaba el segundo. 
Para obtener el tribunado de la plebe se hizo adoptar por una familia plebeya, los Léntulo. Gneo Léntulo Vatia lo adoptó y por este motivo algunas veces es llamado Gneo Léntulo Dolabela. Así, en 48 a. C. para escapar de las exigencias de sus acreedores, introdujo (en su condición de tribuno de la plebe) un proyecto de ley que exponía que todas las facturas debían ser canceladas, pero encontró una enconada oposición en sus colegas magistrados encabezados por el cónsul Publio Servilio Vatia Isáurico, y el pretor urbano Cayo Trebonio causando graves disturbios en Roma. César a su vuelta de Alejandría, viendo lo peligroso de dejar a Dolabela en Roma, se lo llevó en la expedición a África e Hispania, donde combatió en la batalla de Tapso y en la batalla de Munda, en las que fueron derrotados por completo los republicanos. En esta última campaña fue herido en acción. 

## Cónsul designado
César le prometió el consulado para el año 44 a. C., a pesar de que Dolabela tenía tan sólo 25 años de edad, y todavía no había sido pretor, pero después no cumplió lo prometido y se designó a sí mismo como cónsul para ese año. Sin embargo, como ya se había resuelto su campaña contra los partos, César volvió a prometer a Dolabela el consulado en su ausencia, pero Marco Antonio, que era augur, se opuso a este nombramiento y cuando los comicios se llevaron a cabo, llevó su amenaza a la práctica. El Senado tenía que resolver la materia, pero antes de que pudiera tomar una decisión, César fue asesinado en los idus de marzo.
A la muerte de César, Dolabela tomó posesión de las fasces consulares. Dolabela intentó establecer buenas relaciones con Marco Junio Bruto y los otros líderes de la facción optimate para ser confirmado en su puesto. Su suegro Cicerón se alegró de estos supuestos sentimientos republicanos de Dolabela, que le hicieron destruir un altar que se había levantado dedicado a César, y ordenó que las personas que fueran allí con la intención de ofrecer sacrificios a César fueran arrojadas desde la roca Tarpeya, o clavadas en la cruz.

## Nuevo cambio de bando
Pero cuando Marco Antonio, su colega en el consulado, le ofreció el gobierno de Siria y el mando de la expedición contra el Imperio parto, Dolabela cambió de bando una vez más. Como Casio también reclamaba la provincia de Siria, Dolabela abandonó Roma antes de terminar su año de consulado. Su viaje a la provincia de Siria a través de Grecia, Macedonia, Tracia y Asia Menor, estuvo caracterizado por la extorsión, el saqueo y el asesinato del procónsul de Asia Cayo Trebonio que le negó la entrada a la ciudad de Esmirna.
Tras este crimen, Dolabela fue declarado enemigo público y remplazado por Cayo Casio Longino, que le atacó y derrotó en Laodicea en (43 a. C.). Cuando las tropas de Casio entraron en la ciudad, Dolabela pidió a un soldado que le clavara su espada.